# Corinna Pöschel
Corinna Pöschel (* 9. März 1992) ist eine deutsche Basketballspielerin.

## Laufbahn
Die 1,73 Meter messende Pöschel spielte ab 2009 mit dem BV Wolfenbüttel in der 1. Damen-Basketball-Bundesliga. Dank einer Doppellizenz kam sie zudem zu Einsätzen für den Regionalligisten Braunschweiger BG. In der Saison 2011/12 gewann sie mit Wolfenbüttel die deutsche Meisterschaft. Nach der Pleite des BV Wolfenbüttel im Jahr 2013 spielte Pöschel mit dem Nachfolgeverein Wolfpack Wolfenbüttel in der zweiten Liga, sie wurde Spielführerin der Niedersächsinnen. 2015/16 verstärkte sie den Zweitligisten Eintracht Braunschweig, danach den Regionalligisten MTV/BG Wolfenbüttel.